# Худайберганов, Гулмирза
Гулмирза Худайберганов (род. 1946) — заслуженный работник народного образования Республики Узбекистан, доктор физико-математических наук, профессор.

## Биография
Гулмирза Худайберганов родился 1 февраля 1946 года в Хорезмской области в крестьянской семье. Национальность узбек. После окончания средней школы имени М. В. Ломоносова в Мангите, в 1963 году поступил на механико-математический факультет Ташкентского государственного университета (ныне Национальный университет Узбекистана имени Мирзо Улугбека). С 1966 по 1969 годы был направлен на учёбу в МГУ имени М. В. Ломоносова.
С 1969 по 2001 годы работал на механико-математическом факультете Национального университета Узбекистана: стажер-исследователь (1969—1971), аспирант Института физики Сибирского отделения Российской академии наук (1971—1974), затем ассистент, старший преподаватель, доцент (1974—1991), профессор после защиты докторской диссертации (1992), заведующий кафедрой математического анализа (1992—2001), декан математического факультета (1993—1995), после слияния факультетов математики и прикладной математики и механики стал деканом механико-математического факультета (1995—2001). С 2001 по 2005 год работал ректором Каршинского государственного университета, с 2005 года по настоящее время — профессор кафедры математического анализа. Имеет четыре сыновей.
Научные интересы профессора Г. Худайберганова связаны с многомерным комплексным анализом. Первой его научной работой (1969 г.) была дипломная работа (научный руководитель — профессор МГУ Б. В. Шабат), опубликованная в научном журнале Ташкентского государственного университета и посвященная исследованию полиномиальной выпуклости компактов в комплексном пространстве. Затем он продолжил изучение этого предмета под руководством профессора Л. А. Айзенберга и добился ряд интересных результатов. Например, он доказал аналог знаменитой теоремы Рунге для линейно выпуклых областей в комплексном пространстве (1971). В результате применения этой теоремы он решил задачу полиномиальный аппроксимации голоморфных функций.
Он решил проблему Эвы Каллин в частном случае (1974 г.): объединение конечного числа непересекающихся шаров, центры которых находятся в действительном подпространстве, является полиномиально выпуклым.
В общем случае, эта проблема до сих пор не решена, даже если количество шаров равно 4.
Следует отметить, что Г. Штольценберг построил следующий пример (1964 г.): объединение трех непересекающихся поликругов, заданных в комплексном пространстве, не всегда является полиномиально выпуклым. Пример, усиливающий пример Г. Штольценберга, был построен в 1984 г. Г. Худайбергановым (соавтор А. М. Кытманов): объединение 3-х непересекающихся эллипсоидов не всегда является полиномиально выпуклым (эти результаты приведены в монографии известного американского математика Э. Стаута «Полиномиальная выпуклость» (2007) и в работе Н. Левенберга «Приближение в комплексном пространстве» (2006) и в статьях Е. М. Чирки (1991) и С. Ю. Немировского (2008)).
Украинские математики (Ю. Б. Зелинский, Н. Ю. Выговская, М. В. Стефанчук) усиленно занимаются проблемой полиномиальной выпуклости с 2015 года, что дало хорошие результаты, а также проблему полиномиальной выпуклости непересекающихся шаров, центры которых лежат на сфере они называют «Проблемой тени Худайберганова».
Аналог классической теоремы Каратеодори — Фейера в комплексном пространстве был доказан для линейных (1982 г.), однородно полиномиальных (1987 г.) отображений.
Дальнейшие научные интересы Г. Худайберганова связаны с голоморфными функциями с матричными аргументами: описаны области сходимости матричных рядов многих переменных (1988).
В 1920 годах И. А. Лаппо-Данилевский оставил свое имя в математике, решив несколько сложных задач с использованием матричных рядов. Для изучения и классификации областей сходимости этих рядов Г. Худайберганов доказал аналог одной из основных теорем комплексного анализа используя классические области, по классификации Э. Картана в 1935 году. Следует отметить, что эта теорема позволяет определить области, которые удовлетворяют условию, установленную в теореме Боголюбова-Владимирова 1958 года.
Аналог формулы Карлемана для голоморфных функций с матричными аргументами, доказанный Г. Худайбергановым в 1988 г., был признан наиболее подходящим из формулы Голузина-Крылова, полученной в 1926 г. Используя эту формулу, М. С. Маринов (Болгария) разработал новые формулы для голоморфных функций с многомерными матричными аргументами (1991).
В последующие годы вместе со своими учениками, используя идеи Хуа Ло-кена, он получил интегральные формулы Бергмана, Коши-Сеге, Пуассона в матричных шарах (классические области по классификации Э. Картана). Преимущество таких интегральных формул, доказанное Хуа Ло-кеном для классических областей, состоит в том, что голоморфность ядер (Коши-Сеге, Бергман), гармоничность (Пуассон), полезны при решении некоторых задач комплексного анализа. Поскольку хорошие свойства таких формул сохраняются даже в многомерных матричных областях, они используются при решении сложных аналитических задач в пространстве: вопрос о голоморфном продолжении заданных в пространстве функций на границе Шилова (1994).
Г. Худайберганов опубликовал более 120 научных статей, 18 книг (в том числе 3 монографии, один (2008) в Хорезмской академии Мамуна и две (2011, 2017) в России (изданы Сибирским федеральным университетом). Результаты работы широко используются специалистами, магистрантами и студентами на спецкурсах и научных семинарах в вузах (Сибирский федеральный университет, Национальный университет Узбекистана, Каракалпакский государственный университет, Ургенчский государственный университет, Каршинский государственный университет и др.).
Наряду с конференциями проводимых в Узбекистане и в России, Г. Худайберганов участвовал в международных научных конференциях за рубежом: Галле (Германия, 1980), Херцег-Нови (Югославия, 1988), Анталья (Турция, 1995), Гёттинген (Германия, 1998), Куала-Лумпур (Малайзия, 2000)). Он побывал в университетах Великобритании (2001 г.) и Финляндии (2002 г.) по программе TEMPUS. Г. Худайберганов участник первого съезда выпускников МГУ (2004 г.), участвовал в I Узбекско-американской международной конференции (США, 2014), проходивший в Калифорнийском университете (Фуллертон), Узбекско-итальянской международной конференции (Туринский политехнический университет, Ташкент, 2017), II участник Узбекско-американской международной конференции (Ургенч, 2017), Узбекско-израильской международной конференции (Ташкент, 2017). Он выступил на международной конференции «По комплексному анализу и математической физике, посвященной 70-летию А. Г. Сергеева», проходившей 18-22 марта 2019 года в Москве. А также международная научная конференция «Комплексный анализ и его приложения» (24-28 августа 2020 г., Казанский (Приволжский) федеральный университет, г. Казань), Многомерные вычеты и тропическая геометрия (14-18 июня 2021 г., г. Сочи), Школа CIMPA по комплексному анализу, геометрии и динамике (Ургенчский государственный университет, Ургенч и Хорезмская академия Маъмуна, Хива, Узбекистан, 25 октября — 6 ноября 2021 г.)
При поддержке гранта Российского фонда фундаментальных исследований (РФФИ) 152 «Многомерные интегральные преобразования и их применения в комплексной геометрии», шифр 27.23.21, Министерство образования и науки Российской Федерации он участвовал научных конференциях в Сибирском федеральном университете (2017, 2019).
Кроме того, Г. Худайберганов активный участник грантов: ОТ-Ф1-116 «Задачи аналитического продолжения и вопросы геометрической теории функции» (2011 г., ведущий научный сотрудник), Ф-4-31 «Теория потенциала и интегральные представления в многомерном комплексном анализе» (2012—2016 гг., ведущий научный сотрудник), ОТ-Ф-4- (37-29) «Функциональные свойства A-аналитических функций и их приложения. Некоторые вопросы комплексного анализа в матричных областях» (2017 г., ведущий научный сотрудник (научный руководитель)). Результаты научной работы, полученные благодаря участию в гранте, регулярно используются на международных и национальных конференциях, семинарах и лекциях.
Его докторанты С. Косбергенов и А. Джалилов успешно защитили докторские диссертации в 2000 году. В 2005 г. Б. А. Шаимкулов, 2017 г. Д. Х. Джумабаев, а в 2021 г. Б. Б. Пренов (Нукусский государственный педагогический институт) стали докторами наук (их научными руководителями являлся Г. Худайберганов). Под его руководством защитили кандидатские диссертации Набиль Наиль (1990), К. Рузметов (1998), Б. Шергозиев (2001), Б. Курбанов (2004) и Д. Джумабаев (2002). М. Рустамова (2018), У. С. Рахмонов (2020), М. Р. Эшимбетов (2021), А. М. Халкназаров (2021), Ж. Ш. Абдуллаев (2021) , З. К. Матякубов (2022) защитили докторские (PhD) диссертации.
В настоящее время его ученики (Б. Курбанов, Каракалпакский государственный университет) накануне защиты докторских (DsC) диссертации и (З. Матякубов, Ургенчский государственный университет), подготовили к защите докторских (PhD) диссертаций.
Г. Худайберганов со своими учениками вносят большой вклад в становление и развитие научной школы «Теория функций» в республике. Тема его научной работы признана «Новым направлением» во внешнем отзыве докторской диссертации, защищенной в 1992 г.
Г. Худайберганов является членом Американского математического общества, «Почетным профессором Каракалпакского государственного университета», работал председателем специализированного совета по защите диссертаций, вице-президентом Математического общества Узбекистана, членом редколлегии научных журналов «Математический журнал Узбекистана» и «Вестник национального университета», главным редактором научного журнала «Насаф Зиёси» Каршинского государственного университета.

## Награды и звания
В 1995 году Г. Худайберганову присвоено звание «Заслуженный работник народного образования Республики Узбекистан», в 2001 году награждён медалью «10-летие Независимости Узбекистана» и в 1984 году получил «Почетную грамоту» Верховного Совета Республики, в 2021 году награждён орденом «Соғлом авлод учун».